# Stele Izapa 5

Stele Izapa 5

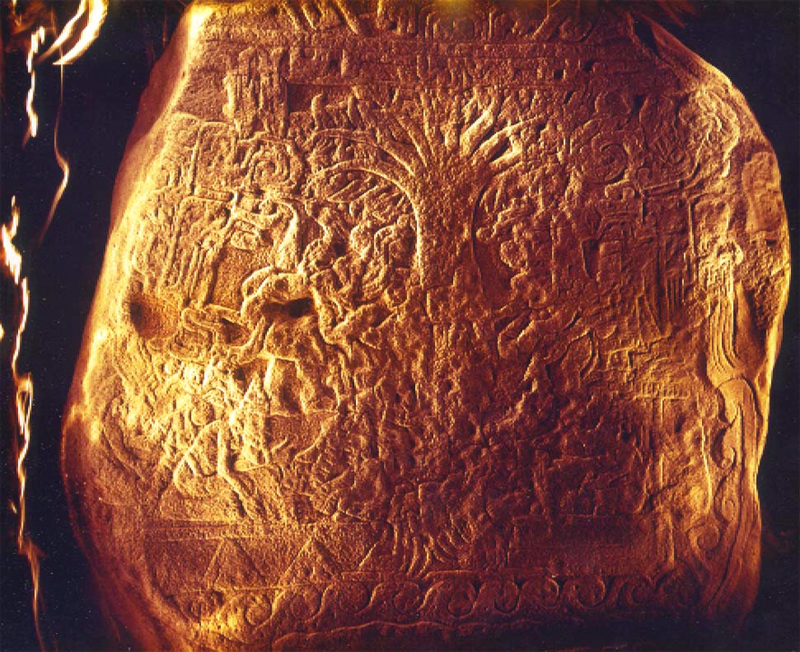
Fotografia notturna della stele 5 con illuminazione laterale acuta che rende difficile vederne i dettagli.

La stele Izapa 5 è una delle numerose grandi stele scolpite trovate nel sito mesoamericano di Izapa, nella regione Soconusco dello stato del Chiapas in Messico lungo il confine con l'attuale Guatemala. Queste stele datano tra il 300 a.C. e il 50 o 100 a.C., anche se alcuni sostengono possano essere datate fino al 250.
Nota anche come pietra dell'albero della vita, sembra illustrare un mito della creazione mesoamericana.

## La stele
Documentata dall'archeologo dello Smithsonian Matthew W. Stirling nel 1941, la stele 5 è costituita da una lastra di andesite vulcanica e pesa circa 1,5 tonnellate. La stele 5 presenta l'immaginario più complesso di tutte le stele di Izapa. Il ricercatore Garth Norman, ad esempio, ha contato "almeno 12" figure umane, una dozzina di animali, oltre 25 oggetti botanici o inanimati e 9 maschere di divinità stilizzate.
Come gran parte della scultura monumentale di Izapa, il soggetto della stele 5 è considerato di natura mitologica e religiosa ed è eseguito con una certa opulenza stilizzata. Date le molteplici scene sovrapposte, sembra essere una narrazione.

## Interpretazione
Ricercatori mesoamericani vi intravedono l'albero del mondo, che connette il cielo all'acqua e agli inferi.
Linda Schele e Mary Ellen Miller propongo inoltre che la stele ricordi un mito della creazione, con umani appena formati che emergono da un buco nel lato sinistro dell'albero. Le figure sedute associate stanno sistemando questi umani in vari modi. Julia Guernsey Kappelman, d'altra parte, suggerisce che le figure sedute siano le élite di Izapa che svolgono attività rituali in una "scena quasi-storica", che è inquadrata e inserita nel contesto del "paesaggio simbolico della creazione".

## Interpretazione alternativa
Basandosi sul parallelismo con le tradizioni originarie del Vecchio Mondo, alcuni ricercatori hanno collegato la pietra alle teorie sui contatti transoceanici precolombiani. Il teorico  Mormone, M. Wells Jakeman, ha proposto che l'immagine possa essere una rappresentazione di un albero della visione della vita trovato nel Libro di Mormon. La teoria di Jakeman fu popolare, per un certo periodo, tra i mormoni, ma trovò poco sostegno dagli apologeti mormoni. Julia Guernsey ritiene che la ricerca di Jakeman "smentisca un'ovvia agenda religiosa che ignorava l'eredità della Stele Izapa 5".
L'intaglio è stato anche proposto, dal teorico di contatto pre-colombiano Ivan van Sertima, come sostegno alle speculazioni sull'origine africana degli Olmechi.